# Districte de Parbhani
El districte de Parbhani (marathi: परभणी जिल्हा) abans anomenat Prabhavatinagar, és una divisió administrativa de Maharashtra a la regió de Marathawada. Al cens del 2001 consta amb 1.527.715 hanitats. La superfície és de 6.251 km².

## Administració
Està constituït per nou tehsils:
- Parbhani
- Gangakhed
- Sonpeth
- Pathri
- Manwath
- Palam
- Selu
- Jintur
- Purna

## Història
Fou part del regne yadava de Deogiri (Daulatabad), conquerit per Delhi al començament del segle xiv. Després del 1351 va caure en mans dels bahmànides i a la dissolució d'aquest sultanat a mans del nizamshàhides de Bijapur. Akbar va conquerir el Dècan i Aurangzeb va acabar la conquesta el 1686-1687. El 1724 va quedar en mans del Nizam al-Mulk Asaf Jah I.
Formà part de la divisió d'Aurangabad dins el principat d'Hyderabad. La superfície era de 13.186 km² incloent les terres oaigah i els jagirs. Fou ampliat amb una petita àrea procedent del districte de Nander el 1905. Les muntanyes principals eren Sahyadriparvat i Balaghat; els rius eren el Godavari, el Penganga, el Puma i el Dudna. Altres rius són el Kikia, Kharki, Kastura, Paingalgira, Indrayani, Dhamor, Ashna, Kiadho, i Kapra. Hi havia 1502 pobles i la població era: 685.099 (1881), 805.335 (1891) i 645.765 baixada per la fam de 1899-1900 (1901) 
Administrativament estava format per tres subdivisions i set talukes:
- Primera subdivisió sota un talukdar de segona classe:
  - Hingoli
  - Kalamnuri
  - Basmat
- Segona subdivisió sota un talukdar de tercera classe:
  - Parbhani
  - Pathri
  - Jintur
- Tercera subdivisió sota un primer talukdar:
  - Palam

I dos grans jagirs: Partur i Gangakher.
Les ciutats principals eren Hingoli, Parbhani, Basmat, Manwat, Pathri, Sonepet i Gangakher. La població era un 90% hindú i parlava marathi en un 88%. La taluka de Parbhani tenia 1450 km² i una població de 94.774 habitants el 1901 en 175 pobles (10 jagirs). La capital del districte i taluka era Parbhani amb 9.958 habitants el 1901.

## Arqueologia
- Temple de Nagnath a Aundah
- Temple Jain de Parasnath prop de Jintur
- Temple prop de Bamu a la unió dels rius Sarawati i Purna
- Capella de Ramazan Shah, prop de Khari